# DC Universe
DC Universe це стрімінговий сервіс, створений DC Comics і Warner Bros.
Про створення було оголошено у квітні 2017 року, назва і програмна сітка була офіційно оголошена в травні 2018 року.
Запуск бета-версії відбувся у кінці серпня 2018 року, а повний реліз стався 15 вересня 2018 року.

## Історія і розвиток
У квітні 2017 року DC Universe був оголошений як безіменний сервіс з оригінальним телевізійним програмуванням, а його назву було оголошено роком пізніше у травні 2018 року. В наступному місяці були розкриті функції сервісу: доступ до старо-знятих і анімаційних фільмів та мультсеріалів DC, до коміксів, дискусій на вебфорумах фанатів, магазину товарів і енциклопедії всесвіту DC. Сем Адес, генеральний менеджер і старший віце-президент, з цифрової мережі Warner Bros. Digital Network, буде керувати послуги.
У квітні 2017 року стало відомо, що дебютними серіалами сервісу стануть «Титани» і «Юна Справедливість: Аутсайдери». У листопаді, було оголошено розробку мультсеріалу про Гарлі Квінн. У січні 2018 року був анонсований серіал-приквел до Супермена, під назвою «Метрополіс», орієнтований на персонажів Лоїс Лейн і Лекса Лютора. У травні 2018 року стало відомо що вийдуть такі серіали як «Фатальний патруль», «Болотяна істота», а «Метрополіс» буде перероблений. У липні був анонсований серіал «Старґерл», у якому також будуть представлені члени Суспільства Справедливості Америки. Через місяць була анонсована щоденна новинна програма «DC Daily». На початку вересня 2018 року стало відомо, що сервіс стане доступний у Канаді з невказаної дати.

## Доступність
DC Universe запущений у США 15 вересня 2018 року та доступний на вебдоступі: Roku, Apple TV, Android TV; або через додаток мобільних: iOS, Android. Одна підписка на DC Universe дає доступ до перегляду сервісу на двох пристроях одночасно. Попередні замовлення на стрімінговий сервіс стали доступні з 19 липня 2018 року, а рання бета-версія стала доступна для вибраних користувачів у серпні 2018 року.

## Оригінальні програми
| Серіал   | Сезон | Сезон | Кількість епізодів | Дата показу     | Дата показу  | Виконавчі продюсери | Статус |
| Серіал   | Сезон | Сезон | Кількість епізодів | Прем'єра сезону | Фінал сезону | Виконавчі продюсери | Статус |
| -------- | ----- | ----- | ------------------ | --------------- | ------------ | ------------------- | ------ |
| DC Daily |       | 1     | 173                | 15 вересня 2018 | Н/Д          | Філ Лоріґо          | Випуск |

| Серіал            | Сезон | Сезон | Кількість епізодів | Дата показу     | Дата показу    | Виконавчі продюсери                                                | Статус     |
| Серіал            | Сезон | Сезон | Кількість епізодів | Прем'єра сезону | Фінал сезону   | Виконавчі продюсери                                                | Статус     |
| ----------------- | ----- | ----- | ------------------ | --------------- | -------------- | ------------------------------------------------------------------ | ---------- |
| Титани            |       | 1     | 11                 | 12 жовтня 2018  | 21 грудня 2018 | Джефф Джонс, Ґреґ Берланті, Аківа Голдсман                         | Випущено   |
| Титани            | 2     | Н/Д   | осінь 2019         | весна 2020      | Зйомки         | Джефф Джонс, Ґреґ Берланті, Аківа Голдсман                         |            |
| Фатальний патруль |       | 1     | 15                 | 15 лютого 2019  | 24 травня 2019 | Джеремі Карвер, Джефф Джонс, Ґреґ Берланті, Сара Шехтер            | Випущено   |
| Фатальний патруль | 2     | 9     | 25 червня 2020     | 6 серпня 2020   |                | Джеремі Карвер, Джефф Джонс, Ґреґ Берланті, Сара Шехтер            | Випущено   |
| Болотяна істота   |       | 1     | 10                 | 31 травня 2019  | 2 серпня 2019  | Марк Вергейден, Ґері Дуберман, Джеймс Ван, Майкл Клін, Лен Вайсман | Випуск     |
| Старґерл          |       | 1     | 13                 | 19 травня 2020  | 10 серпня 2020 | Джефф Джонс, Ґреґ Берланті, Сара Шехтер                            | Випуск     |
| Метрополіс        |       | 1     | Н/Д                | Н/Д             | Н/Д            | Денні Кеннон, Джон Стівенс                                         | У розробці |

| Серіал                         | Сезон | Сезон | Кількість епізодів | Дата показу     | Дата показу  | Виконавчі продюсери                                        | Статус   |
| Серіал                         | Сезон | Сезон | Кількість епізодів | Прем'єра сезону | Фінал сезону | Виконавчі продюсери                                        | Статус   |
| ------------------------------ | ----- | ----- | ------------------ | --------------- | ------------ | ---------------------------------------------------------- | -------- |
| Юна Справедливість: Аутсайдери |       | 3     | 26                 | 4 січня 2019    | Н/Д          | Філ Лоріґо                                                 | Випуск   |
| Гарлі Квінн                    |       | 1     | Н/Д                | 11 жовтня 2019  | Н/Д          | Дженніфер Койл, Джастін Гальперн, Дін Лорі, Патрік Шумакер | Розробка |

### Фільми та телесеріали
На момент запуску сервіс включатиме чотири фільми з Крістофером Рівом про Супермена, «Бетмен: Початок», «Темний лицар», мультсеріали: «Бетмен: Анімаційні серії», «Ліга Справедливості», «Підлітки-Титани», «Юна справедливість», «Static Shock», екшн-серіал «Lois & Clark» та «Wonder Woman», та інші, які будуть перевидані у високій якості, а також анімаційні фільми: «Justice League: The Flashpoint Paradox», «Green Lantern: First Flight», та «Wonder Woman».